# Calapooia
La Calapooia est une rivière qui s’écoule dans l’Oregon aux États-Unis. La Calapooia est un affluent de la rivière Willamette qui draine l’ouest de la chaîne des Cascades.  Elle rejoint la Willamette à hauteur d’Albany.
Elle tire l’origine de son nom dans la tribu amérindienne Kalapuya.